# 徳永愛
徳永 愛（とくなが あい、1977年3月12日 - ）は、日本の女性声優、元歌手。2006年からはフリー。

## 来歴
出身は福岡県であるが、親の仕事の都合で愛媛県や小学4年生の頃から千葉県に住んでいた期間が長い。
小さい頃は自分の思い通りにならないと気が済まないほどわがままでやんちゃな子供であったという。
タレントを目指そうと思ったきっかけは、生まれてすぐアイドルが出演していた歌番組を見てずっと育ったため、自分もそうなることしか考えてなかった。小さい頃なりたかった職業はアイドル歌手か、カワイイ雑貨屋であった。
千葉県に転居後、本格的にタレントになろうと思い、児童劇団に入団。
かつて清水 夕紀美（しみず ゆきみ）という芸名で、ライブアイドルとして活動していた時期もある。
本格的に芸能界に入ることになったきっかけは芸能事務所の社長にプロフィールとデモテープを渡したことによる。
1994年に東京パフォーマンスドールオーディションを受け、研修生としてレッスンを積み重ねる。パフォーマンスドール第2期生の活動を経て、ゲーム『聖ルミナス女学院』の中村貴代美役で声優デビュー。以後、歌手および声優として活動。
1999年4月から2000年7月にかけて声優ユニット企画KiraKira☆メロディ学園の1期生として活動していた、出席番号は47番。
ライブアイドル時代はアルテミスプロモーションに、声優に転身後はアーツビジョン、ラムズに所属した。現在はフリー。
2007年に長年続けて来た歌手活動を休止することと公式サイト内の日記で宣言、「カウントダウンライブ」を行い、歌手活動を打ち切った。なお、それ以外の活動に関しては継続するとしている。
2012年9月30日、自身のブログで結婚を報告した。2015年7月4日、ブログで離婚を報告。
愛玩動物救命士とトリマーの資格を持つ。これは2007年のファイナルライブの後、実家に戻り飲食店でアルバイトをしながら勉強して取得したもの。当時はそのままその方面の仕事に就き、声優業からは引退するつもりだったという。（その後、エンターテイメント業界への未練から就職を先延ばしにしていた中で、『GA 芸術科アートデザインクラス』『咲-Saki-』といった作品との出会い・関わりをきっかけに、「今後も『純粋』をテーマに、真っ直ぐな気持ちで声優業に取り組んでいきたい、就職はもっと先でもいいかなと思えるようになった」と心境の変化・決意をブログにて記している。その他の資格はフラワーデザイナーNFD3級、小動物看護士。
2023年8月26日、中川雅子プロデュース「ひとりTPD Liveプラス4」のスペシャルサポーターとして出演。他に川村知砂  、大藤史、新井雅が出演した。

## 人物
声優としても活動しているが、2001年時点では、これから挑戦してみたい役柄として、ドジで憎めないトラブルメーカー役、内気な妹っぽい女の子、人ではないペットのような役を挙げていた。
趣味はLIVE・舞台観賞、格闘技・女子プロレス観戦、洋服。
学生時代で得意な科目は数学と美術、苦手な科目は社会、古文を挙げている。
兄がいる。

## 出演
太字はメインキャラクター。

### テレビアニメ
2001年
- だぁ!だぁ!だぁ!（ペポ）

2002年
- ぴたテン（下川みく、女子生徒、生徒）
- 朝霧の巫女（大瀬優子）
- Weiß kreuz Glühen
- カスミン（アンカーの園児、生徒たち）
- 灰羽連盟（ハナ）
- パラッパラッパー（オーイエー雛鳥）
- ヒートガイジェイ（ビビアン）
- キ・ファイターテラン（マグリン）
- キディ・グレイド（ヴァイオラ）

2003年
- アソボット戦記五九（マーメイ）
- ウルトラマニアック（エリコ）
- デ・ジ・キャラットにょ（うんちくくん）
- ぷちぷり*ユーシィ（リス、ウェイトレス）

2004年
- ぷぎゅる（チェコ）

2005年
- UG☆アルティメットガール（諸星つぼみ）
- Canvas2 〜虹色のスケッチ〜（萩野可奈）
- SoltyRei（ナナ・ロックウェル）

2006年
- クレヨンしんちゃん60分 スペシャル（キャルト）

2007年
- 月面兎兵器ミーナ（餅村トモ）
- レ・ミゼラブル 少女コゼット（ユーグ）

2009年
- 咲-Saki-（夢乃マホ）
- GA 芸術科アートデザインクラス（野田ミキ）

2010年
- キディ・ガーランド（ヴァイオラ）

2011年
- 猫神やおよろず（クロエ、メー・S・カリン）

### OVA
- 機甲兵団 J-PHOENIX PFリップス小隊（2002年、ココロ）
- 魔女っ娘つくねちゃん（2005年、かなこ）
- 猫神やおよろず（2012年、メー・S・カリン）

### Webアニメ
- 魔法遊戯（2001年、パドドゥ）

### ゲーム
2000年
- 聖ルミナス女学院（中村貴代美）

2002年
- メモリアルソング（滝沢絵里）

2003年
- RPGツクール2000 花嫁の冠（イセリナ）
- Guardian Angel（ルシア）

2005年
- CROSS WORLD 見知らぬ空のエターティア（レン・ラルファ・アーシャ）
- ショコラ 〜maid cafe "curio"〜（チロル）

2006年
- Canvas2 〜虹色のスケッチ〜（萩野可奈）
- クレヨンしんちゃん 伝説を呼ぶ オマケの都ショックガーン!
- 降臨!族車ゴッド 仏恥義理★愛羅武勇（鈴子）

2010年
- 咲-Saki- Portable（夢乃マホ）
- GA 芸術科アートデザインクラス Slapstick WONDER LAND（野田ミキ）
- クレヨンしんちゃん ショックガ〜ン!伝説を呼ぶオマケ大ケツ戦!!（キャルト）

2019年
- きららファンタジア（野田ミキ）

### ドラマCD
時期不明
- 魔法の海兵隊員ぴくせる☆まりたん（ぴくせる☆まりたん）

2003年
- みすてぃっく放送部 シリーズ（風日晴なみ）

2004年
- 7SEEDS（草刈蛍）

2007年
- ボーイフレンド（女子高生C）※第5巻初版限定版付属ドラマCD

2009年
- PandoraHearts（エイダ＝ベザリウス）

2007年
- 棺担ぎのクロ。〜懐中旅話〜（ニジュク）

2010年
- しなこいっ（エマヌエル・クレーメンス・ローゼ）
- わ!（桜井）

### ラジオ
※はインターネット配信。
- アサミ・愛の2人のどんぶらこ!（2003年 - 2004年、アニスタ.TV）
- 徳永愛のほわほわあいらんど（2003年 -2005年、ラジオ関西・アニスタ.TV）
- あるてぃめっとれいでぃお（2005年、アニメ公式サイト内）
- クロスワールドレイディオ（2005年、音泉）

#### ラジオCD
- DJCD GAラジオ 爆発らじアート☆（2009年12月29日）

### テレビ
- アキハバラ情報局

## ディスコグラフィ

### シングル
| 枚  | 発売日         | タイトル                                             | 規格品番  |
| --- | -------------- | ---------------------------------------------------- | --------- |
| 1st | 1999年3月21日  | Heartful♥Candy                                       | DHC-2     |
| 2nd | 1999年8月15日  | 雨の日の午後でよかった                               | DHC-6     |
| 3rd | 2000年7月29日  | L・O・V・E （A LOVE OPERATION FOR VIRTUAL ETERNITY） | BZCM-7001 |
| 4th | 2000年10月25日 | LOVE is the BEAT                                     | BZCM-7002 |
| 5th | 2003年11月21日 | オレンジプラネット                                   | FUJI-8    |
| ※   | 2005年2月25日  | マジカルちょーだいっ/コイゴコロ                      | FCCM-0065 |

### アルバム
| 枚   | 発売日         | タイトル        | 規格品番   |
| ---- | -------------- | --------------- | ---------- |
| 1st  | 1999年11月21日 | RIN〜凛〜       | DHC-7      |
| 2nd  | 2001年2月5日   | Missing Diamond | BZCS-7002  |
| 3rd  | 2002年4月24日  | Love♥Master     | KICS-949   |
| 4th  | 2003年6月5日   | flame           | FUJI-3     |
| 5th  | 2004年6月25日  | Scarlet         | GNCA-7008  |
| 6th  | 2007年1月24日  | LOVE☆LIVE☆LIFE  | FUJI-14    |
| ミニ | 2007年12月19日 | LOVE QUALITY    | PCCA-90033 |

### 歌手参加楽曲
| 発売日         | 商品名                                  | 歌                                                                        | 楽曲                     | 備考                                                 |
| -------------- | --------------------------------------- | ------------------------------------------------------------------------- | ------------------------ | ---------------------------------------------------- |
| 1998年3月18日  | 悠久幻想曲 2nd Album サウンドトラックス | 清水夕紀美                                                                | 「Friends」              | ゲーム『悠久幻想曲 2nd Album』SS版エンディングテーマ |
| 2021年10月31日 | Dolly×Dolly Party                       | いとうかなこ・片霧烈火・月子・徳永愛・悠花ユカ・REM                       | 「キスは少年を浪費する」 |                                                      |
| 2021年10月31日 | Dolly×Dolly Party                       | 徳永愛・月子                                                              | 「東京エキゾチカ」       |                                                      |
| 2021年10月31日 | Dolly×Dolly Party                       | 徳永愛・悠花ユカ・REM                                                     | 「BEGIN THE 綺麗」       |                                                      |
| 2021年10月31日 | Dolly×Dolly Party                       | いとうかなこ・片霧烈火・五條真由美・千手美保・月子・徳永愛・悠花ユカ・REM | 「WEEKEND PARADISE」     |                                                      |

### キャラクターソング
| 発売日         | 商品名                                                                                  | 歌 | 楽曲                                           | 備考                                                             |
| -------------- | --------------------------------------------------------------------------------------- | --- | ---------------------------------------------- | ---------------------------------------------------------------- |
| 2003年5月27日  | Voices                                                                                  | みすてぃっく放送部 | 「Voices」                                     | ドラマCD『みすてぃっく放送部』オープニングテーマ                 |
| 2003年5月27日  | Voices                                                                                  | みすてぃっく放送部 | 「Voices G-BULL style [virginity]」            | ドラマCD『みすてぃっく放送部』関連曲                             |
| 2003年9月27日  | 風立ちぬ                                                                                | みすてぃっく放送部 | 「風立ちぬ」                                   | ドラマCD『みすてぃっく放送部』エンディングテーマ                 |
| 2003年9月27日  | 風立ちぬ                                                                                | みすてぃっく放送部 | 「風立ちぬ G-BULL STYLE [girls on the moon]」  | ドラマCD『みすてぃっく放送部』関連曲                             |
| 2003年12月27日 | 歌え！みすてぃっく放送部                                                                | 風日晴なみ（徳永愛） | 「無敵のSummer Days!」                         | ドラマCD『みすてぃっく放送部』関連曲                             |
| 2005年8月12日  | Over The Sky                                                                            | パティ・アーリア（阿澄佳奈）、姫乃樹月歌（井口裕香）、レン・ラルファ・アーシャ（徳永愛）                                 | 「Over The Sky」                               | ゲーム『CROSS WORLD 見知らぬ空のエターティア』オープニングテーマ |
| 2005年8月12日  | Over The Sky                                                                            | パティ・アーリア（阿澄佳奈）、姫乃樹月歌（井口裕香）、レン・ラルファ・アーシャ（徳永愛）、メローネ・マルシュ（新谷良子） | 「君のMemory」                                 | ゲーム『CROSS WORLD 見知らぬ空のエターティア』関連曲             |
| 2005年11月25日 | CROSS WORLD 見知らぬ空のエターティア キャラクターコレクション3 レン・ラルファ・アーシャ | レン・ラルファ・アーシャ（徳永愛）                                                                                       | 「星の花〜Star of Flower〜」 「ISHIN-DENSHIN」 | ゲーム『CROSS WORLD 見知らぬ空のエターティア』関連曲             |
| 2009年10月28日 | GA 芸術科アートデザインクラス music palette                                             | 彩井高校 GA girls | 「お先にシルブプレ」                           | テレビアニメ『GA 芸術科アートデザインクラス』オープニングテーマ  |
| 2009年10月28日 | GA 芸術科アートデザインクラス music palette                                             | GA元気ガールズ | 「ココロいろ Palettes」                        | テレビアニメ『GA 芸術科アートデザインクラス』エンディングテーマ  |
| 2009年10月28日 | GA 芸術科アートデザインクラス music palette                                             | 野田ミキ（徳永愛） | 「coloring palettes ノダミキいろ」             | テレビアニメ『GA 芸術科アートデザインクラス』エンディングテーマ  |
| 2009年10月28日 | GA 芸術科アートデザインクラス music palette                                             | イロドルンジャー | 「色彩戦隊イロドルンジャー」                   | テレビアニメ『GA 芸術科アートデザインクラス』イメージソング      |
| 2009年10月28日 | GA 芸術科アートデザインクラス music palette                                             | 山口如月（戸松遥）、スネコ/野田ミキ（徳永愛）                                                                            | 「えがいてあ・そ・ぼ！」                       |                                                                  |

### ユニットメンバー
1. ↑  観鐘唯（野川さくら）、雨月沙織（名塚佳織）、桐生芹亜（釘宮理恵）、焔坂玲子（新谷良子）、椿有紗（福井裕佳梨）、風日晴なみ（徳永愛）
2. 1 2  トモカネ（沢城みゆき）、キサラギ（戸松遥）、ノダミキ（徳永愛）、キョージュ（名塚佳織）、ナミコ（堀江由衣）
3. ↑  トモカネ（沢城みゆき）、キサラギ（戸松遥）、ノダミキ（徳永愛）